# Transdev Marne et Morin
Transdev Marne et Morin était un exploitant de réseau de bus et d'autocars, majoritairement en Île-de-France, appartenant au groupe Transdev. Il assurait un service de transport au nord de la Seine-et-Marne et à l'est du Val-d'Oise.
Depuis le 1er août 2022, l'entreprise n'exploite plus aucune ligne pour le compte d'Île-de-France Mobilités.

## Histoire
En 1931, l'entreprise Marne et Morin est créée par M. Boulan. Elle met en service une ligne de calèche à chevaux reliant la commune de Quincy-Voisins à la gare d'Esbly, avant d'être étendue à Meaux. Le nom de l'entreprise provient alors de la zone d'activité, qui traverse la Marne et le Morin.
En 1949, Jean Bernini achète des parts de l'entreprise avec son associé Charles Sorlin avant de déménager, en 1957, de Quincy-Voisins à Meaux, avenue du Président-Roosevelt.
En 1968, elle ouvre une agence de voyages et acquiert, en 1971, les Cars de la Ferté-sous-Jouarre.
En 1974, elle déménage dans des locaux, rue Paul-Barennes à Meaux. M. Bernini récupère l'ensemble des parts de M. Sorlin, après le départ à la retraite de celui-ci.
En 1983, l'entreprise fonde le réseau de cars de Château-Thierry (devenu Fablio et exploité par Keolis).
En 1992, Marne et Morin s'implante à Couilly-Pont-aux-Dames, puis à Lizy-sur-Ourcq en 1995.
En 2000, Marne et Morin rachète l'entreprise Faquinetti à Silly-le-Long, et devient Cars du Pays de Valois.
En 2003, Darche-Gros intègre majoritairement le groupe de Marne et Morin, à travers la holding Groupe Espaces.
Durant les années 2005, des tensions éclatent dans la famille Bernini, dont les membres sont actionnaires de l'entreprise. En effet, ceux-ci ne s'accordent pas sur la stratégie à prendre. Jean-Marc Bernini hérite de la direction en 2006.
En juin 2008, compte tenu des relations difficiles entre les membres de la famille, la société Marne et Morin est finalement vendue au groupe Transdev, et devient Transdev Marne et Morin.
Le 1er janvier 2021, Transdev Marne et Morin récupère l’exploitation de la ligne 18 du réseau de bus Seine-et-Marne Express, en plus des lignes 67 et 69.
En août 2021, le dépôt de Silly-le-Long ferme définitivement.
En juin 2022, le siège social est transféré au 3 allée de Grenelle à Issy-les-Moulineaux.
Le 1er août 2022, l'ensemble des lignes sont reprises par les réseaux Brie et 2 Morin, exploité par Transdev Brie et 2 Morin, et Meaux et Ourcq, exploité par Transdev Marne-et-Ourcq.

## Exploitation

### Dépôts
Transdev Marne et Morin disposait de plusieurs centres d’exploitation. Ils étaient situés à Meaux, Couilly-Pont-aux-Dames, La Ferté-sous-Jouarre, Lizy-sur-Ourcq et Silly-Le-Long.

## Galerie de photographies

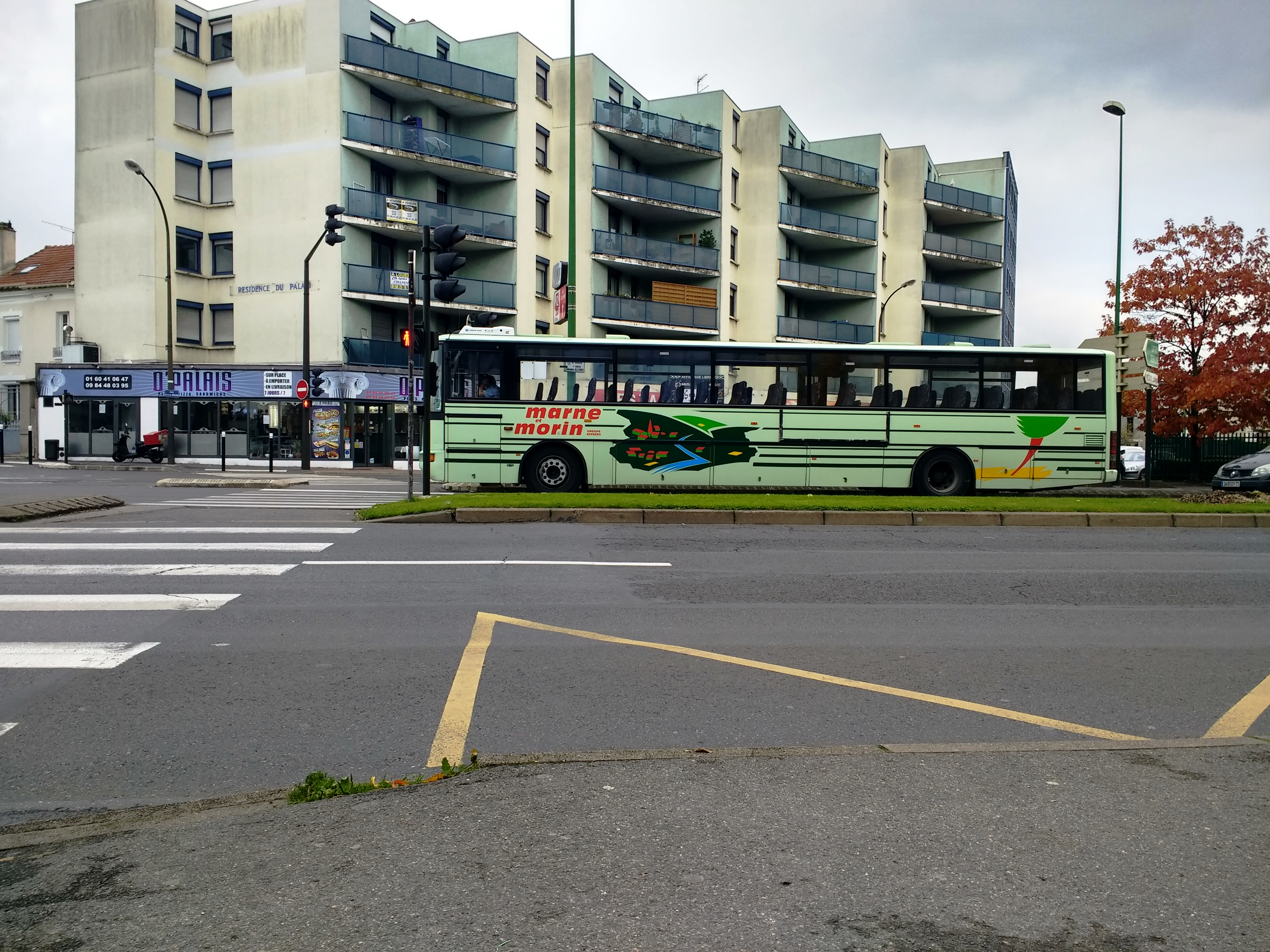
Irisbus Récréo en ancienne livrée.
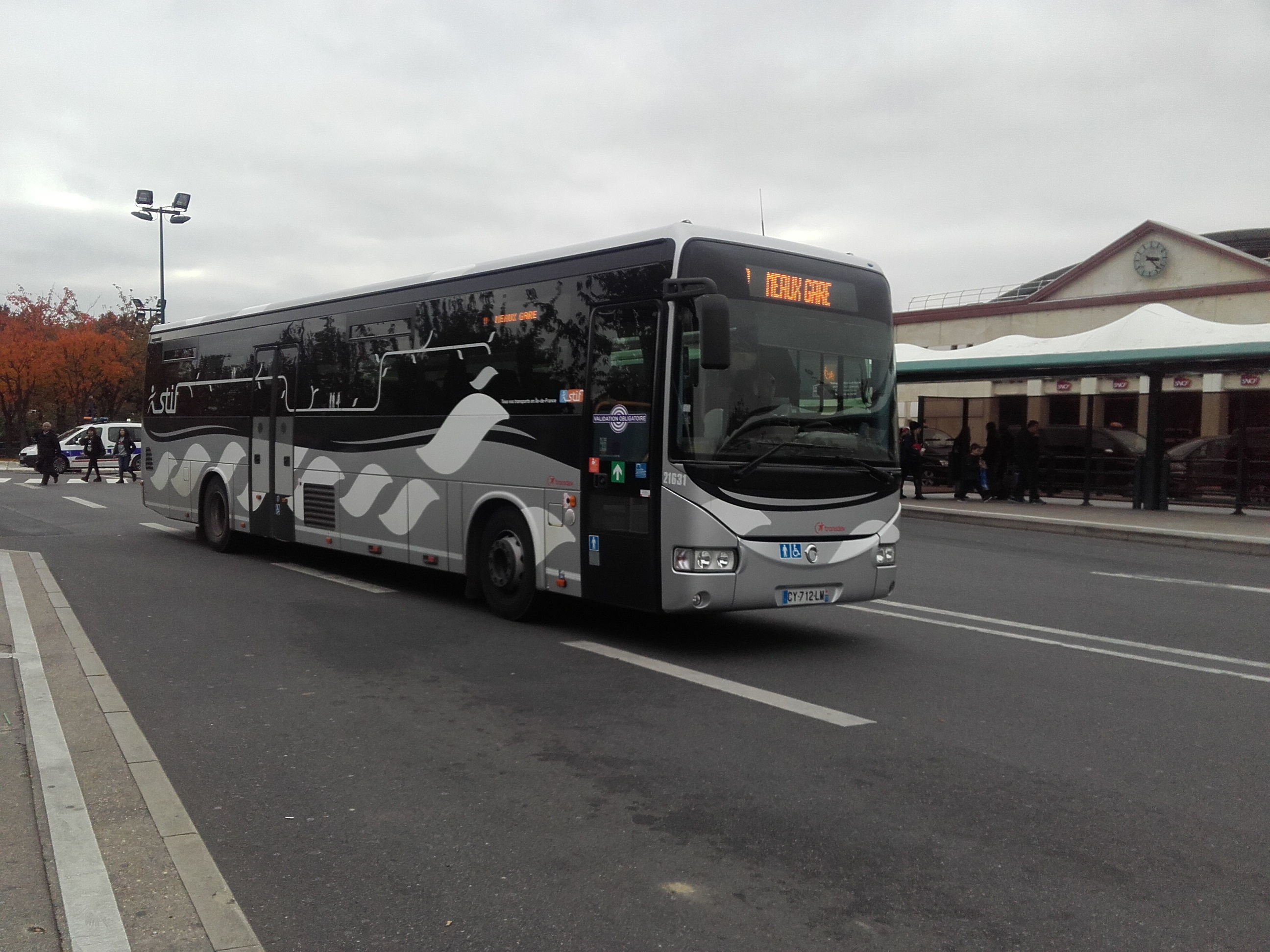
Irisbus Crossway en livrée STIF (n°21631) sur la ligne 19 du réseau de bus du Grand Morin, quittant la gare de Marne-la-Vallée - Chessy en direction de la gare de Meaux.
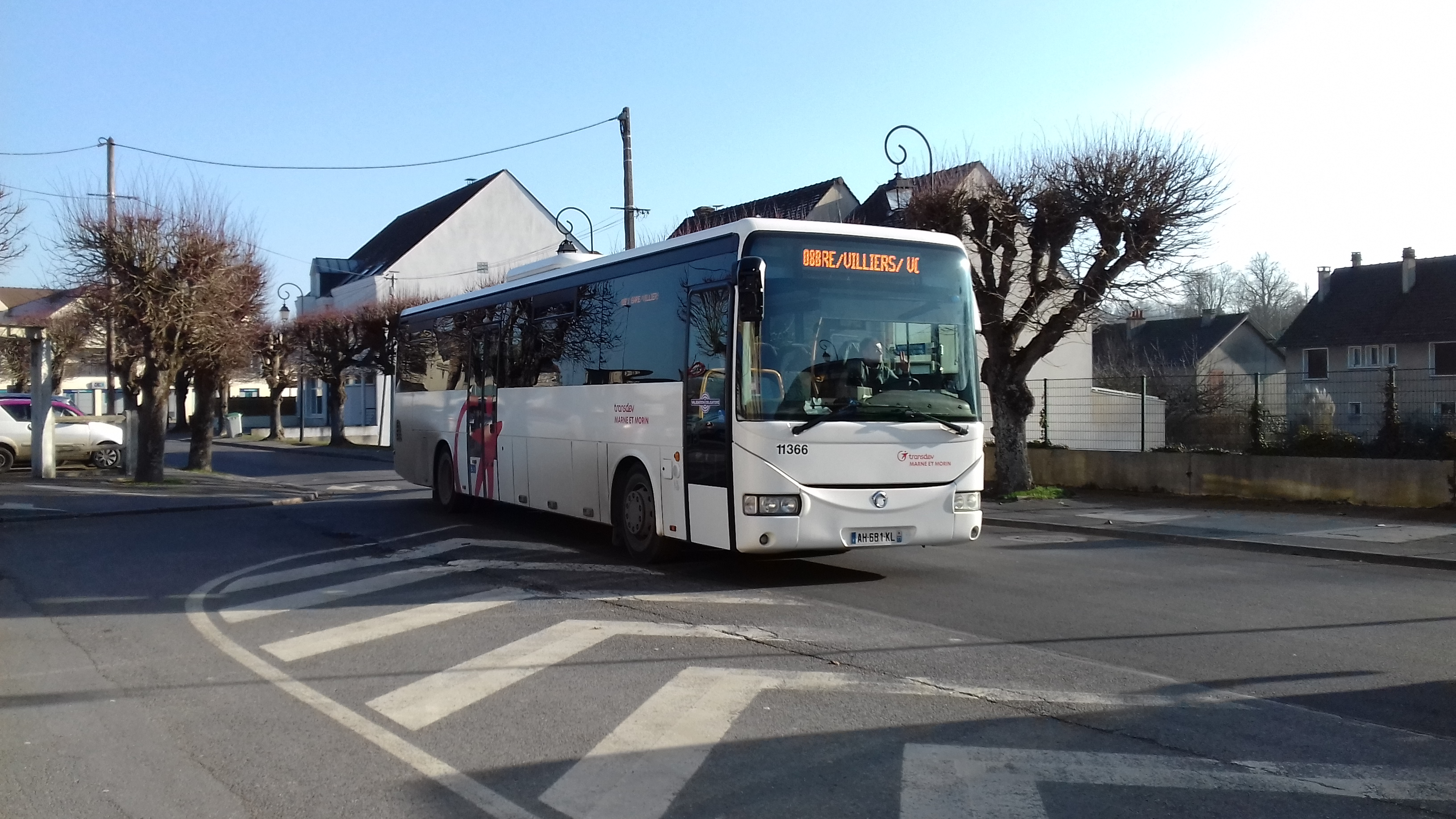
Irisbus Crossway sans livrée (n°11366) sur la ligne 8B du réseau de bus du Grand Morin, en direction de la gare de Crécy-la-Chapelle.
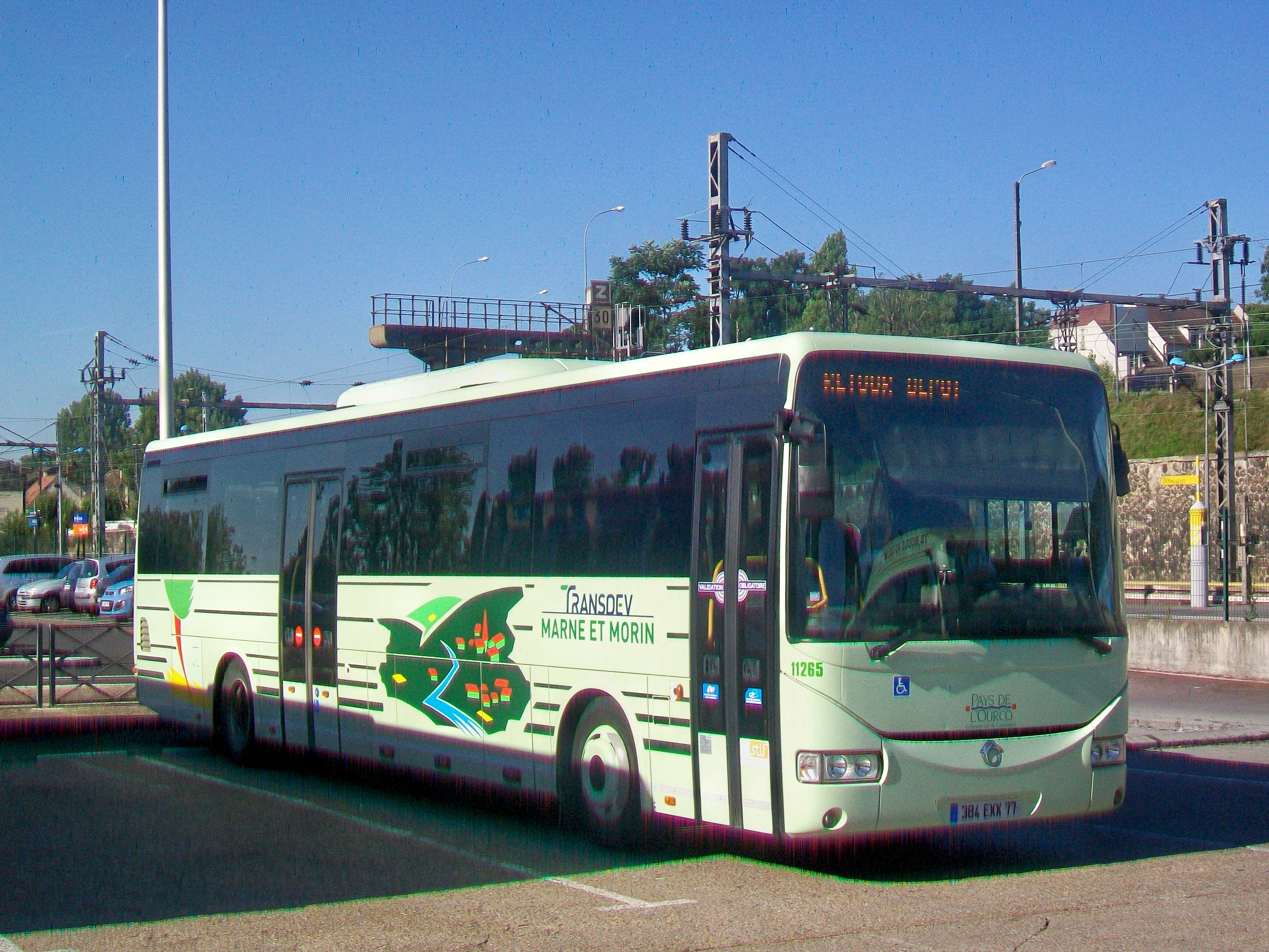
Irisbus Crossway en ancienne livrée (n°11265) près de la gare de Meaux, en direction du dépôt.
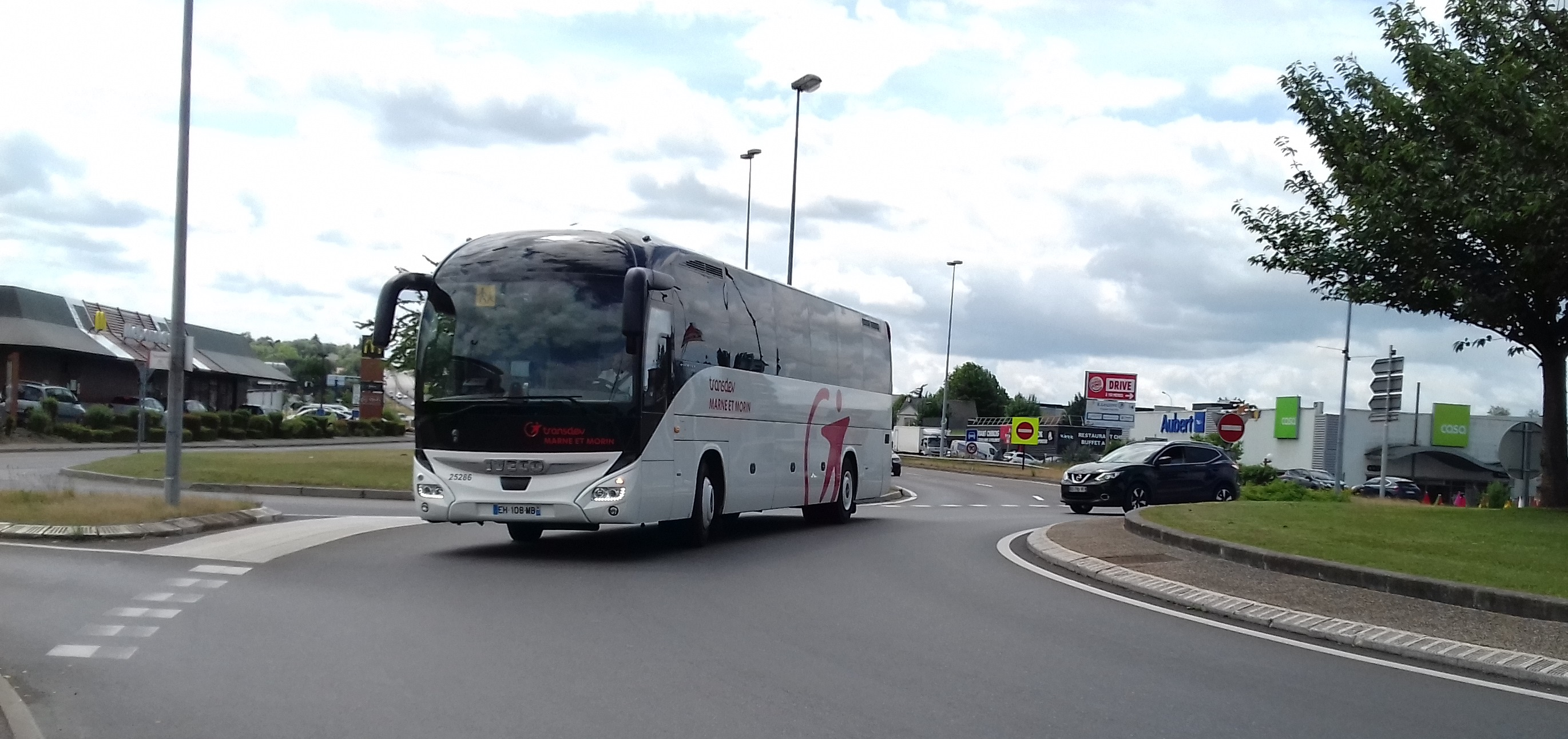
Iveco Magelys Pro (n° 25286) à Nanteuil-lès-Meaux.
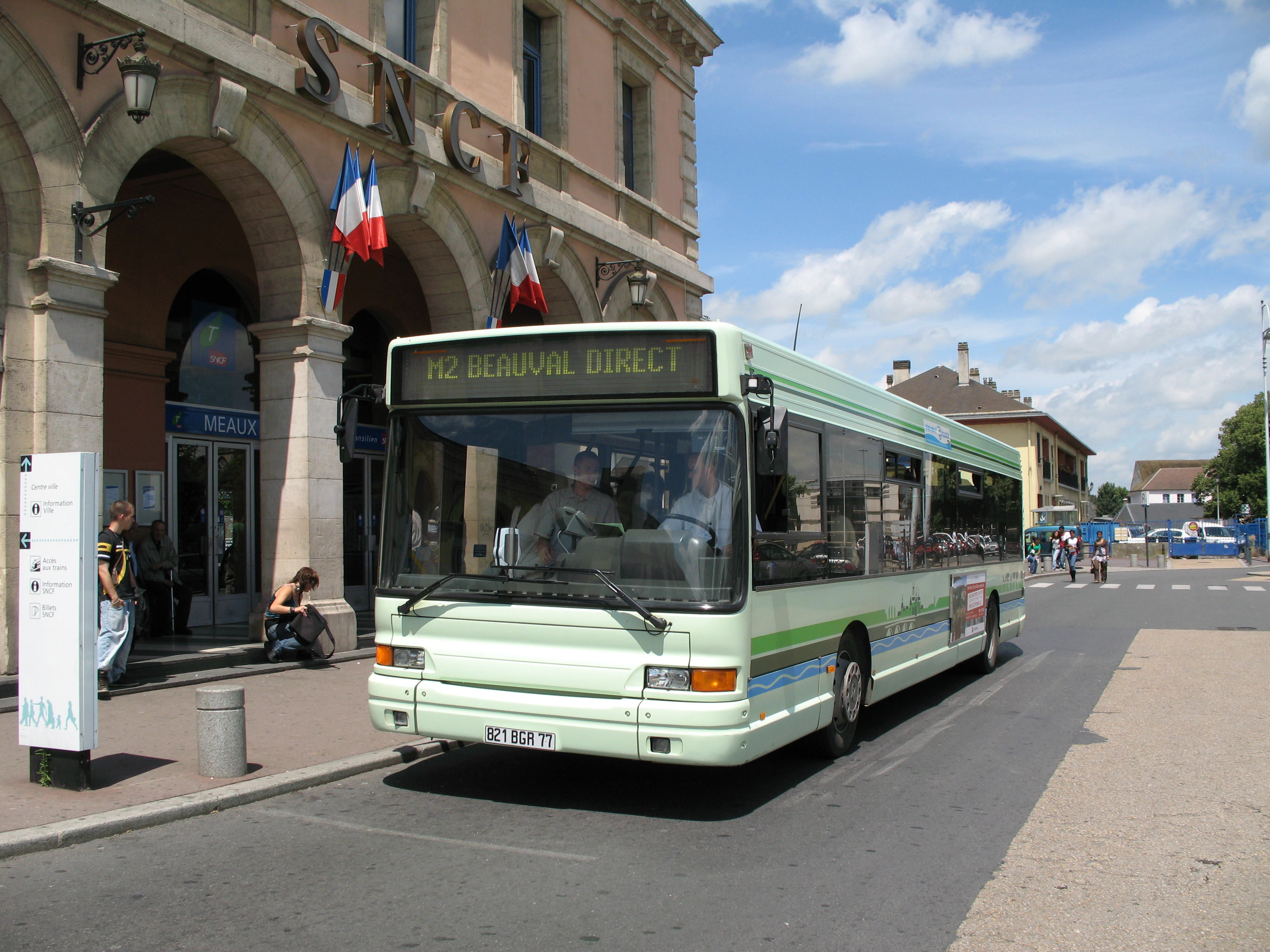
Heuliez GX 317 en ancienne livrée sur l'ex-ligne M3 réseau de bus du Pays de Meaux, en gare de Meaux.
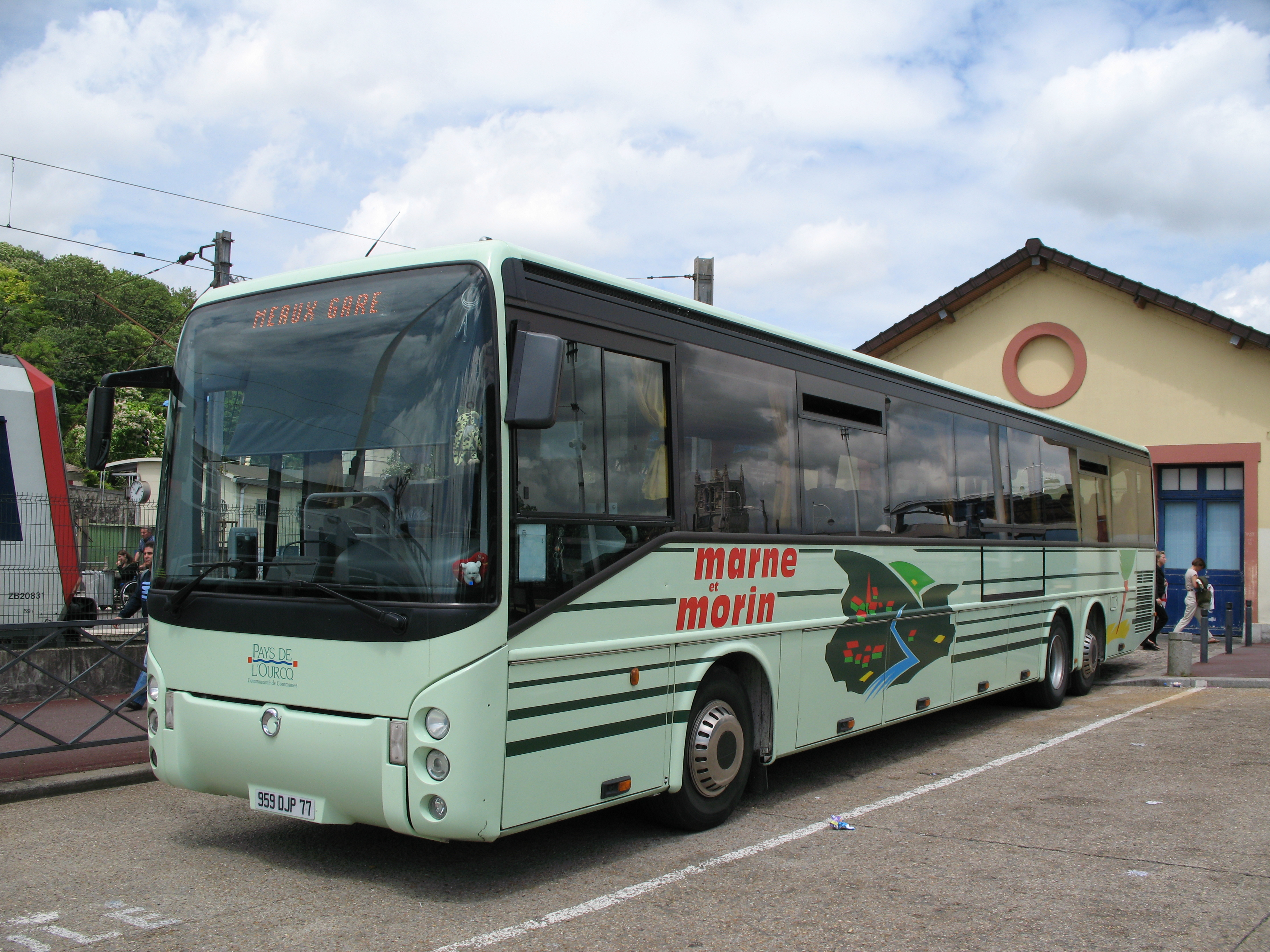
Insérer un paragraphe Irisbus Arès (n°10696) en ancienne livrée du réseau de bus du Pays de l'Ourcq en gare de Meaux.
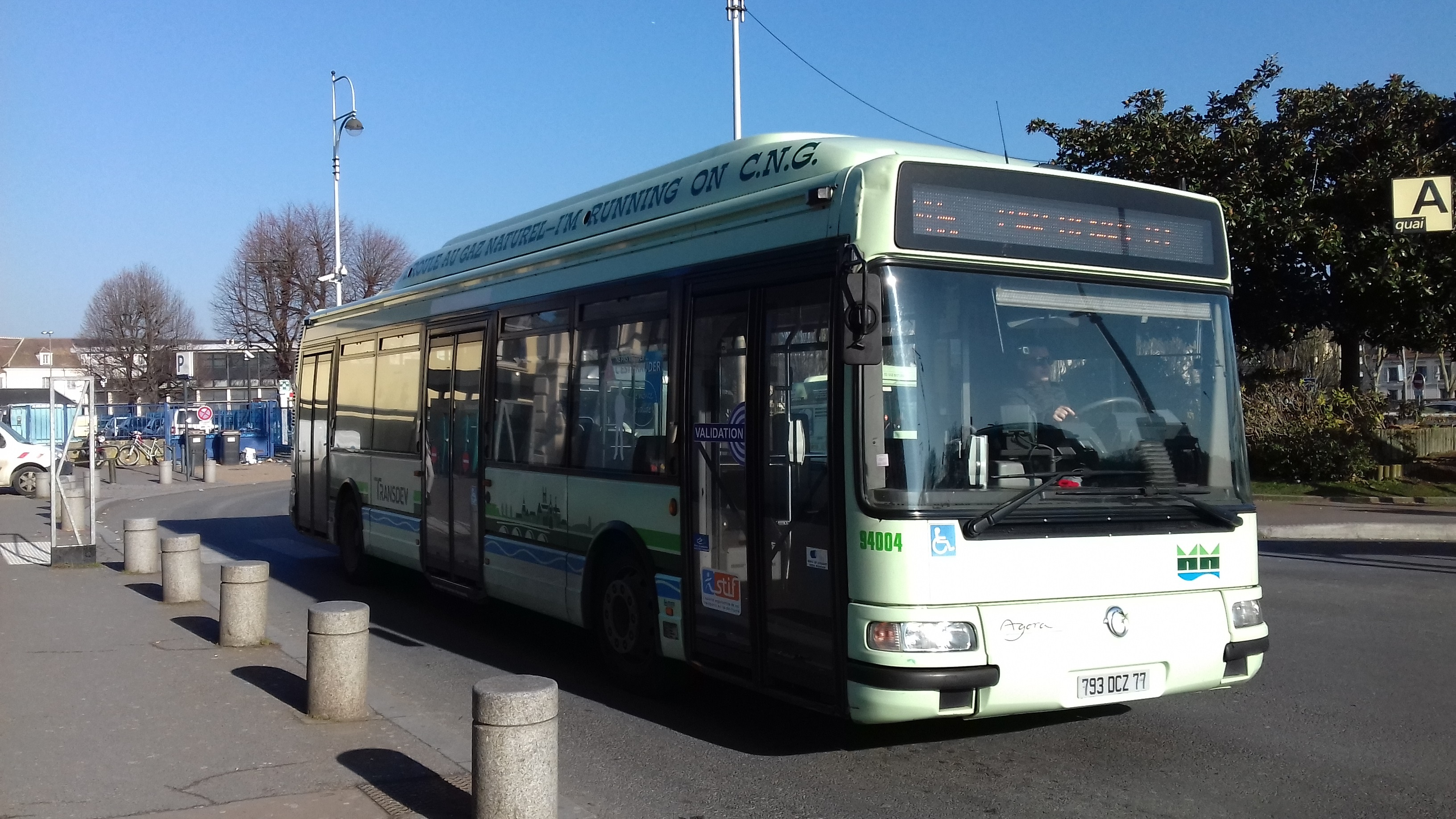
Irisbus-Renault Agora S GNV en ancienne livrée (n°94004) en gare de Meaux.
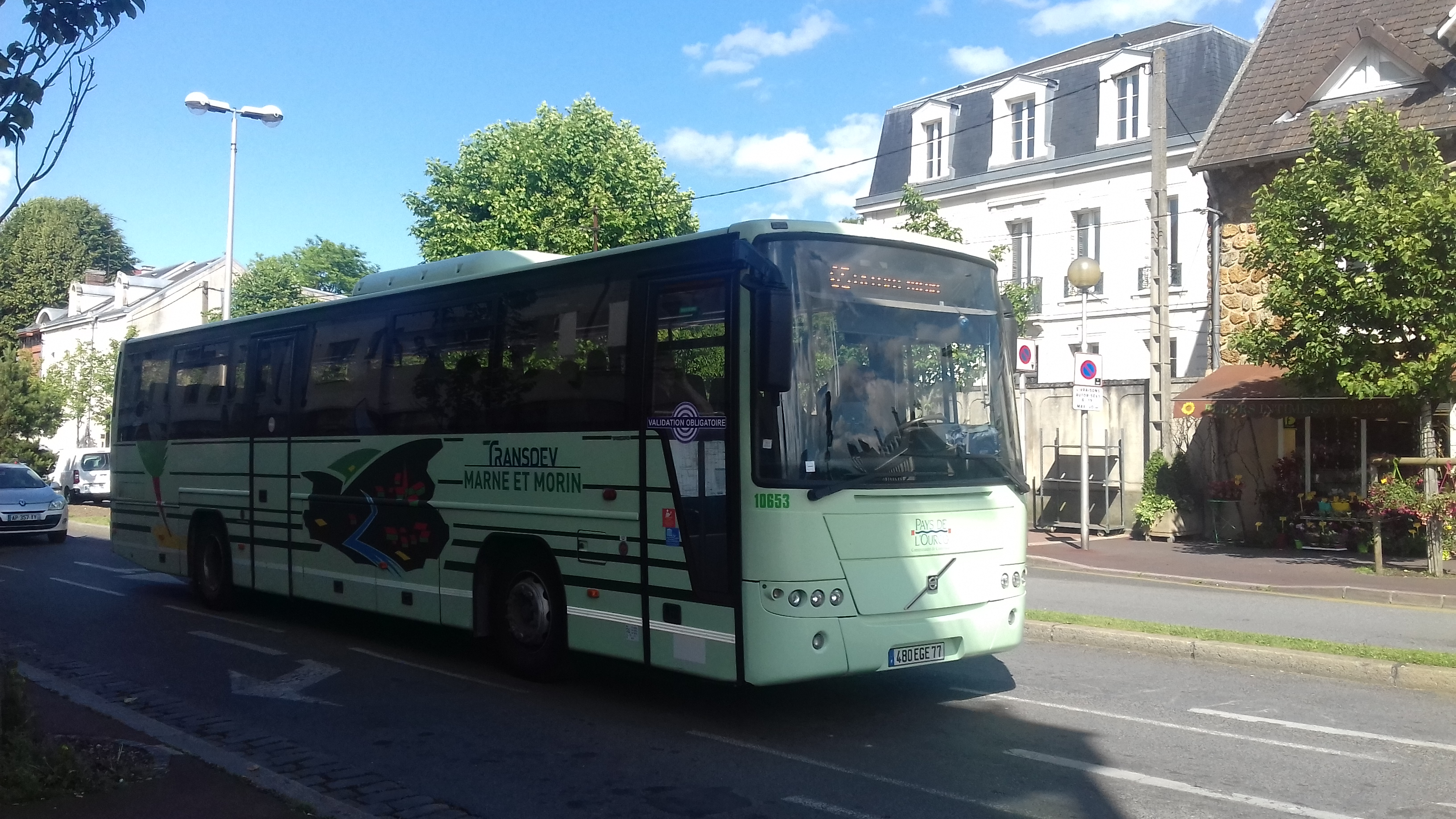
Volvo 8700 en ancienne livrée (n°11653) sur la ligne 65 du réseau de bus du Pays de l'Ourcq.
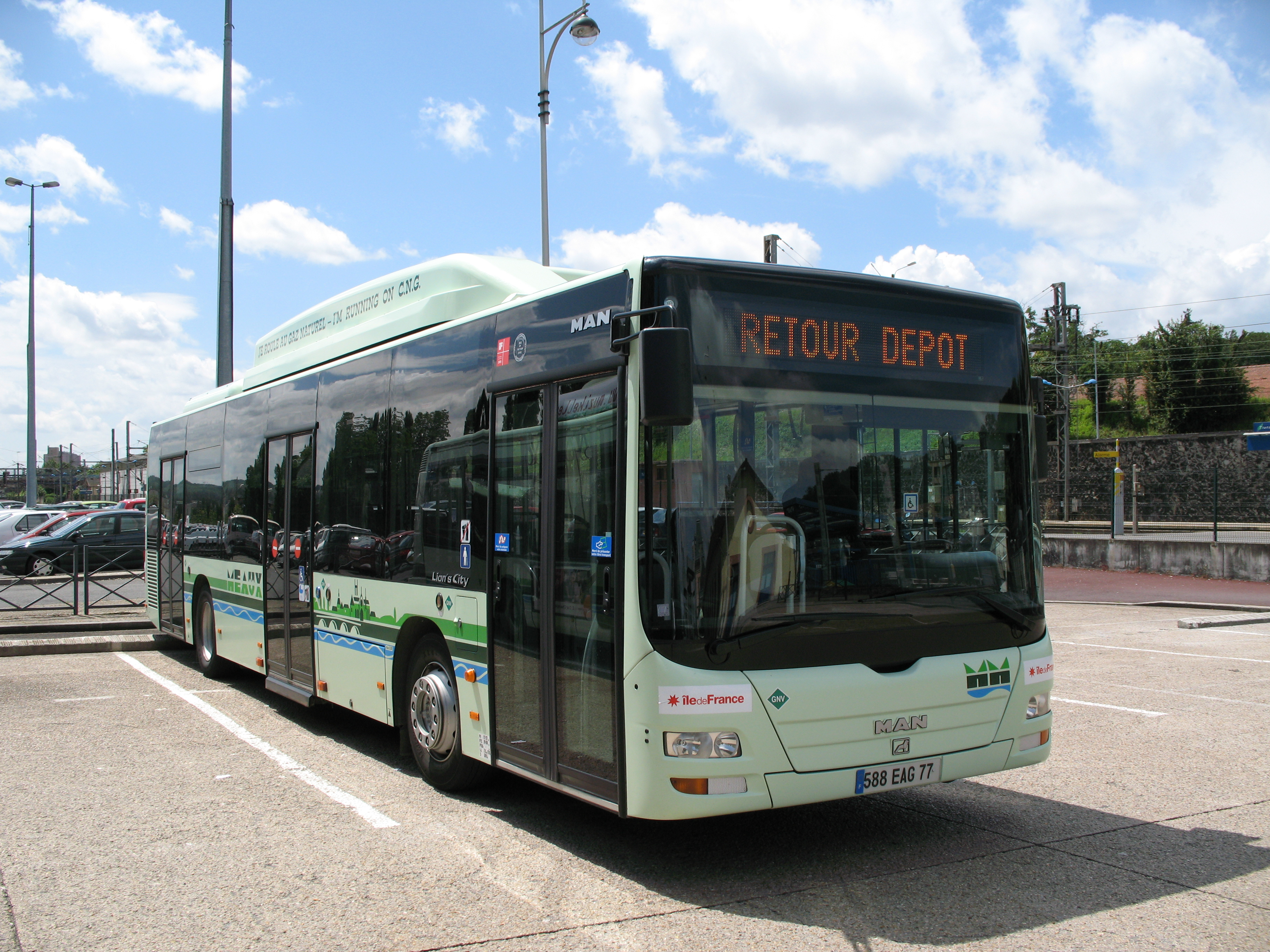
MAN Lion's City GNC (n°94023) en ancienne livrée, du réseau de bus du Pays de Meaux en direction du dépôt.
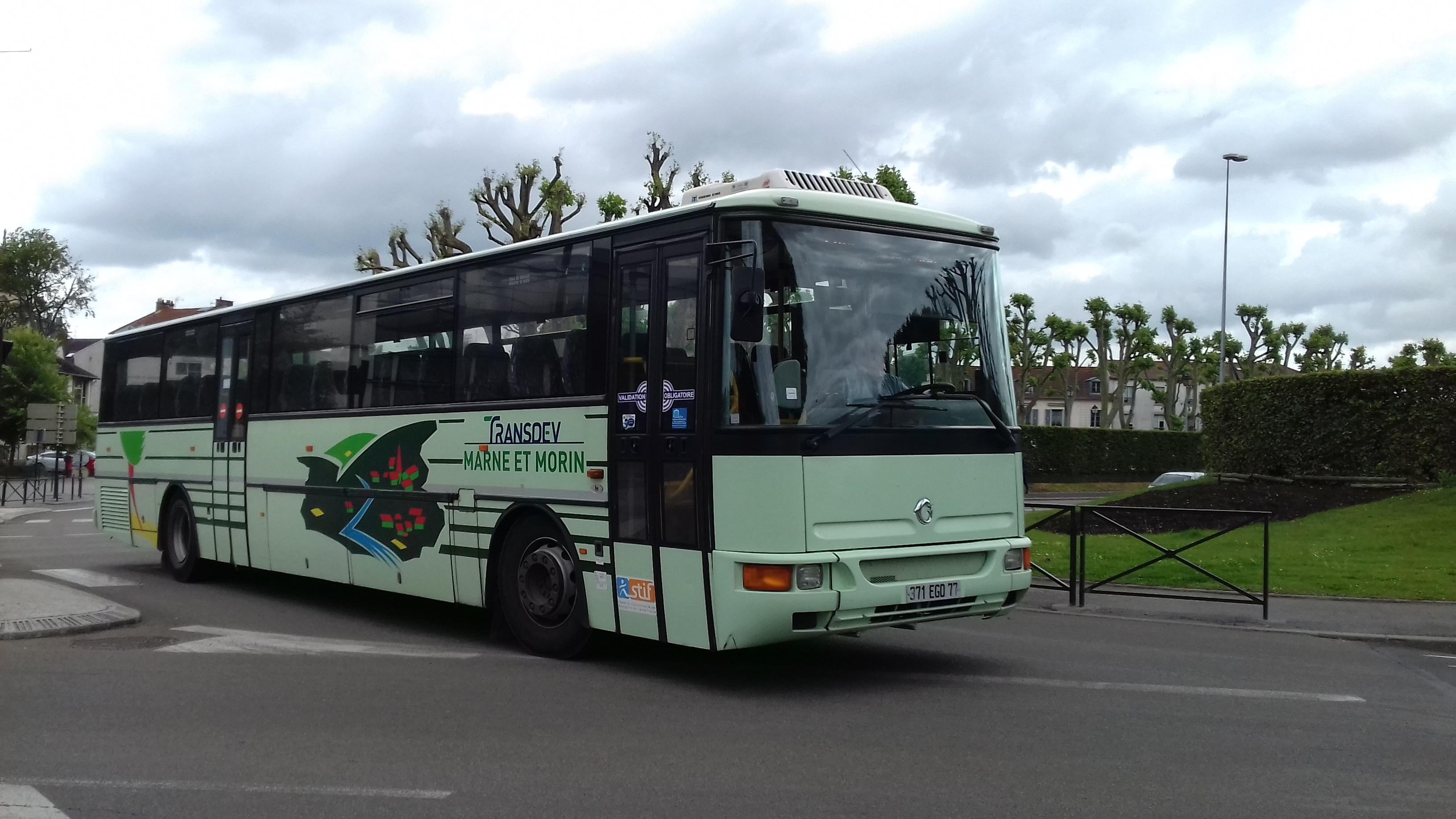
Irisbus Recreo C955 en ancienne livrée à Meaux.
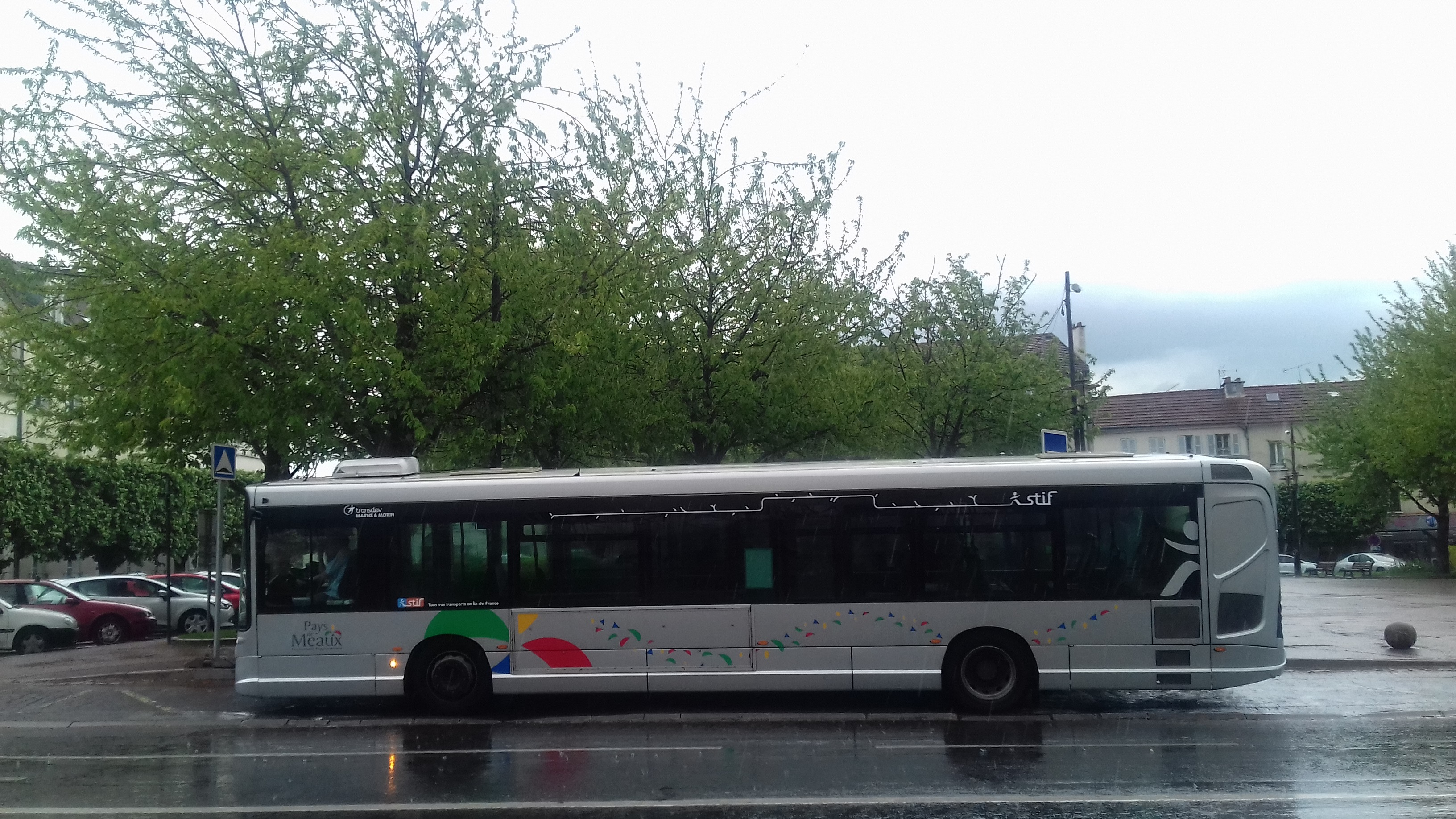
Heuliez GX 337 en livrée STIF (n°71364) du réseau de bus du Pays de Meaux.
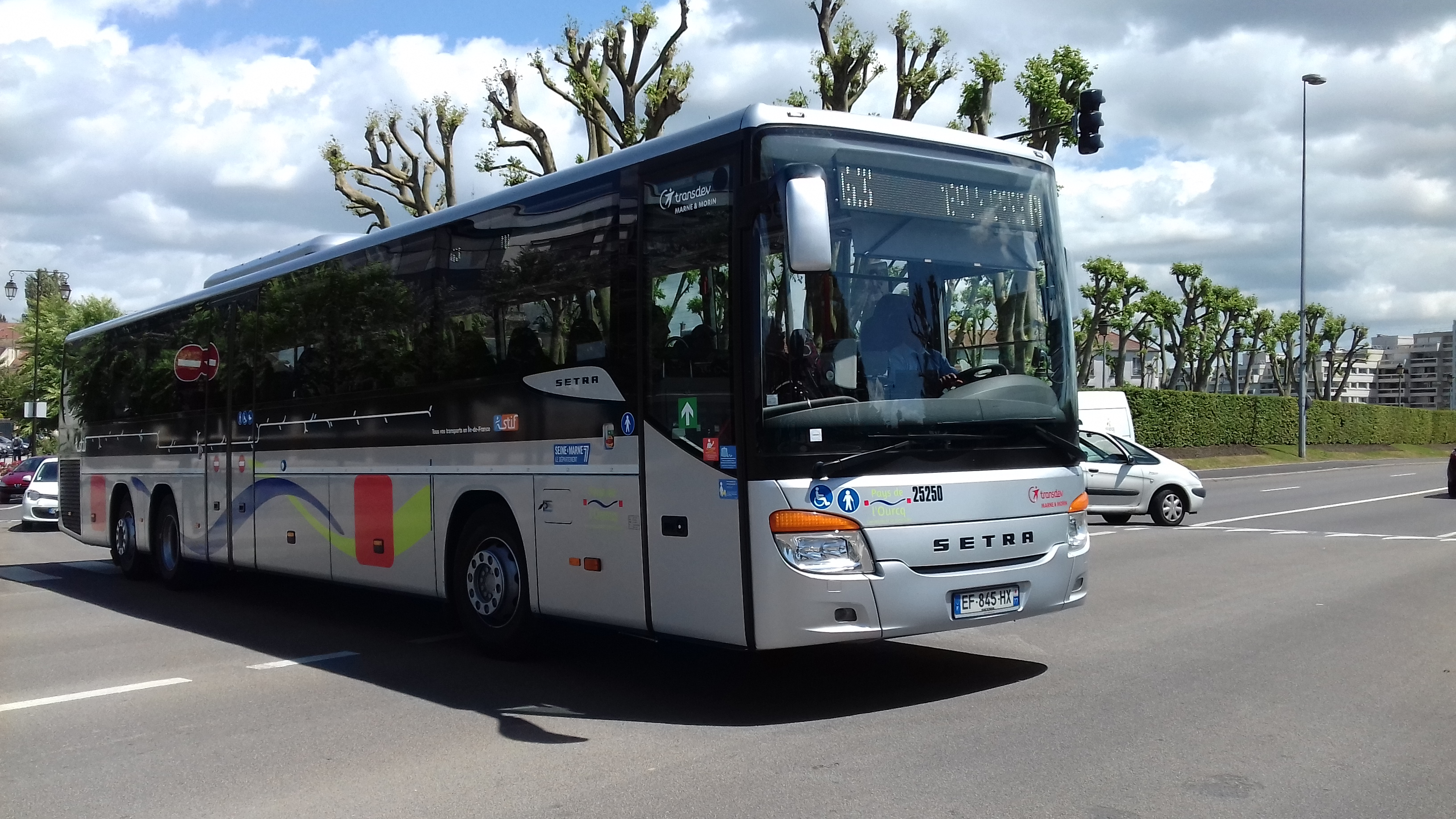
Setra S 419 UL en livrée STIF (n°25250) sur la ligne 63 du réseau de bus du Pays de l'Ourcq à Meaux.
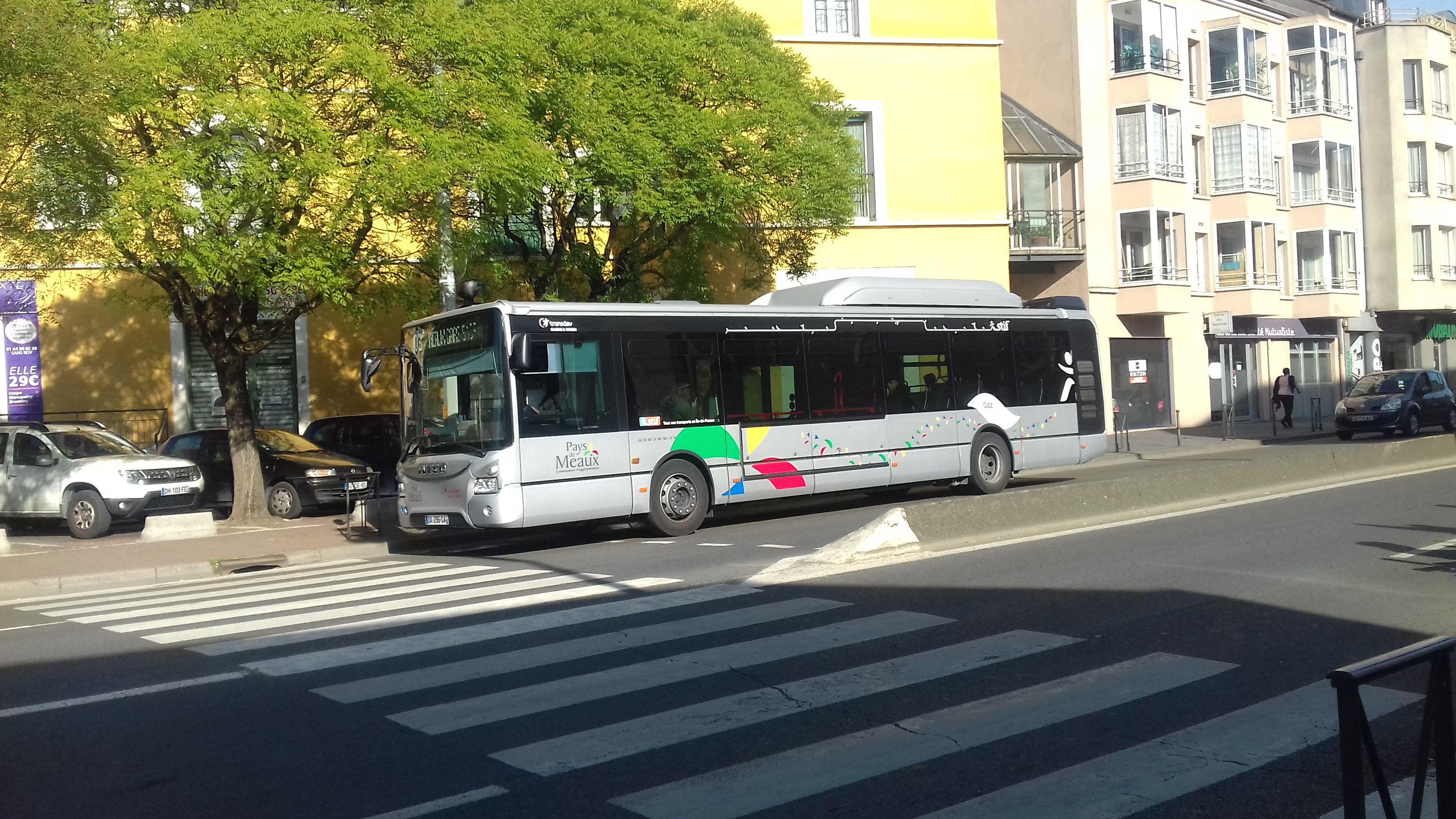
Iveco Urbanway 12 GNC en livrée STIF (n°71939) du Réseau de bus du Pays de Meaux à Meaux.
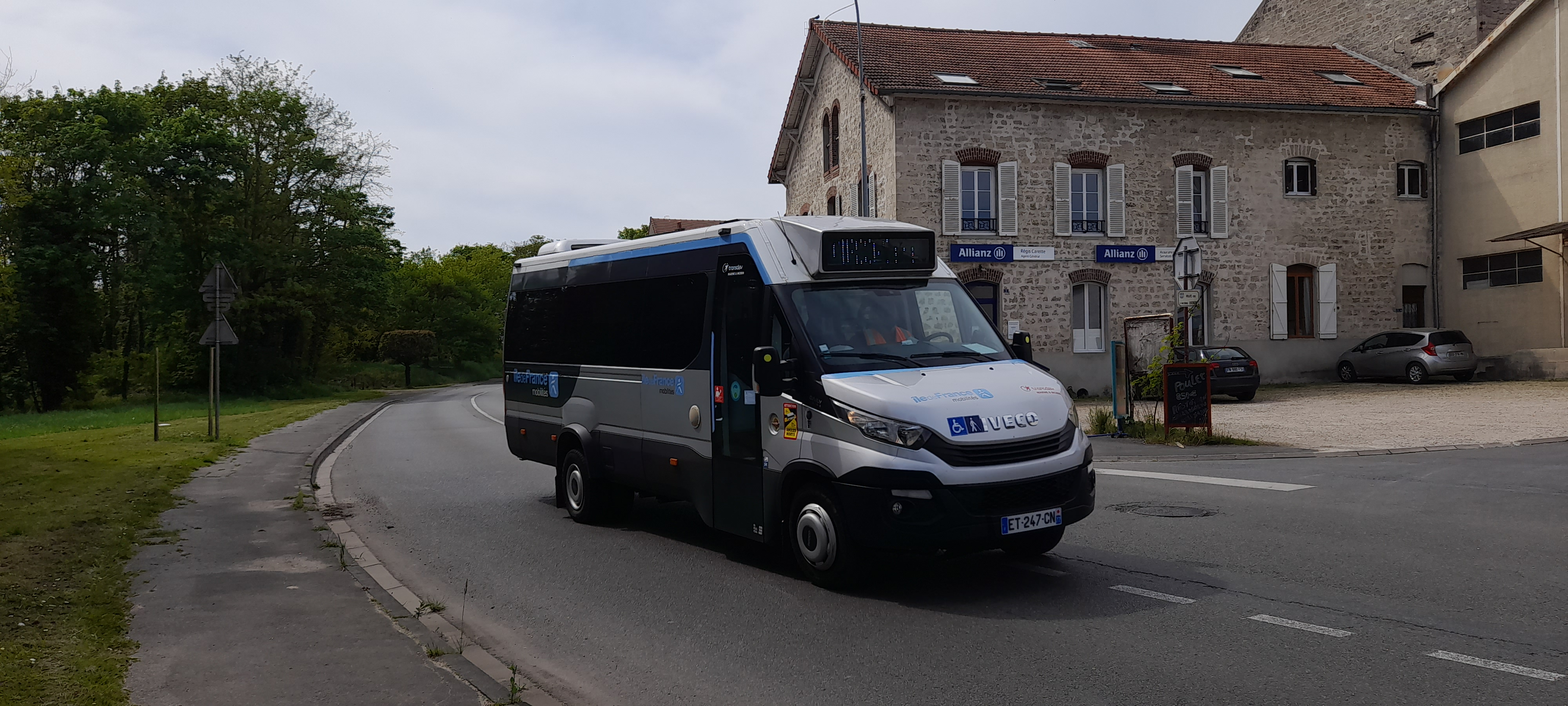
Iveco Daily Line ayant fini son service à Lizy-sur-Ourcq en direction du dépôt.

## Identité visuelle

Logo de Marne et Morin jusqu'en 2000.
Logo de Marne et Morin de 2000 à 2013.
Logo de Marne et Morin depuis 2013